# الدوري البحريني الممتاز 1996–97
الدوري البحريني الممتاز 1996-1997 هي النسخة الحادية والأربعين من الدوري البحريني الممتاز.

## نظرة عامة
توج الرفاع الغربي باللقب.